# الحركة الوطنية للتجديد
الحركة الوطنية للتجديد (بالفرنسية: Mouvement Patriotique pour le Renouveau) هو حزب سياسي في مالي.
وكان مرشح الحزب في الانتخابات الرئاسية التي أجريت في 28 أبريل 2002 هو شوغويل كوكالا مايغا، الذي فاز بنسبة 2.7٪ من الأصوات.
في الانتخابات البرلمانية التي أجريت في 14 يوليو 2002، فاز الحزب بخمسة مقاعد من أصل 160 كجزء من ائتلاف أمل 2002. في الانتخابات البرلمانية التي جرت في 1 يوليو و22 يوليو 2007، فاز الحزب بثمانية مقاعد من أصل 160.